# Enid Blytonová
Enid Blytonová (11. srpna 1897 Londýn – 28. listopadu 1968 Londýn) byla britská autorka knih pro děti. Původním povoláním byla učitelka, nejdřív psala příspěvky do novin o pedagogice a až později se začala věnovat dětské literatuře. Jako první byla sbírka veršů pro děti. Koncem 30. let vydala Pohádky na dobrou noc, ve 40. letech pak dobrodružné příběhy jako Správná pětka či Tajná sedma určené větším dětem a řadu knih ze školního prostředí, například  Kamarádky nebo Podařená dvojčata. Českým dětem může být známa také prostřednictvím britských a kanadských televizních adaptací její knižní série Noddy, kterou vysílala ČT v pořadu Kouzelná školka.

## Životopis

### Dětství a vzdělání
Enid Mary Blyton se narodila 11. srpna 1897 v londýnské čtvrti East Dulwich do rodiny prodejce příborů Thomase Careyho Blytona (1870–1920) a jeho ženy Theresy May Blytonové (roz. Harrisonové; 1874–1950). Měla dva mladší bratry, Hanlyho (1899–1983) a Careyho Charlese (1903–1976). Enidin otec se o ni staral, když se jako tříměsíční nakazila černým kašlem, na jehož následky málem zemřela.
S otcem měla Enid vřelý vztah a byl to právě on, kdo jí vštípil lásku k přírodě – ve své autobiografii o něm napsala, že "miloval květiny i ptactvo a divoká zvířata, o nichž věděl víc než kdokoliv, koho jsem kdy potkala". Po otci zdědila také zájem o zahradničení, umění, hudbu, divadlo a literaturu a často s ním chodila na výlety do přírody, s čímž nesouhlasila její matka, která s dcerou nesdílela nadšení pro její koníčky. Enidin otec dceru vedl také ke hře na piano, které se naučila dost dobře na to, aby začala uvažovat o studiu na Guildhall School of Music a profesionální hudební dráze, ale nakonec se rozhodla pro psaní. Malá Enid potom těžce nesla, když v jejích třinácti otec od rodiny odešel kvůli jiné ženě. S matkou nikdy neměla příliš dobrý vztah, a když její rodiče zemřeli, nepřišla na pohřeb ani jednomu z nich.
Mezi lety 1907 a 1915 navštěvovala budoucí spisovatelka beckenhamskou St Christopher's School, kde se stala školní přebornicí v tenise a kapitánkou lacrossového týmu. Kromě sportu se jí dařilo také ve slohu, a tak se v roce 1911 zúčastnila dětské básnické soutěže spisovatele a novináře Arthura Mee, který se pak nabídl její verše publikovat. Enidina matka dceřino básnické úsilí považovala za "ztrátu času i peněz", ale nechala se přesvědčit, aby Enid podpořila.
Když v roce 1915 dokončila studium jako studentská předsedkyně, odstěhovala se od matky a nadále žila u přátel, mj. v sídle Seckford Hall, jehož tajná chodba a ložnice, v níž údajně straší, později sloužily spisovatelce jako inspirace při psaní. Tehdy jí také přítelkyně požádala o pomoc při výuce v mateřské škole v Ipswichi. Díky této zkušenosti se v září roku 1916 rozhodla přihlásit se do učitelského kurzu nadace National Froebel Union. V té době prakticky přestala komunikovat se svými příbuznými.

### Učitelská kariéra
Když Blytonová v prosinci 1918 dokončila učitelský kurz, podařilo se jí získat místo v chlapecké škole Bickley Park School. O dva měsíce později získala učitelský certifikát v přírodovědě, zeměpisu, literatuře, základní matematice a základech pedagogiky.
V roce 1920 se přestěhovala do londýnského předměstí Surbiton, když se stala vychovatelkou čtyř synů architekta Horace Thompsona. U Thompsona pak vyučovala 4 roky, během nichž kvůli nedostatku míst na okolních školách přibírala žáky z řad dětí ostatních rodin ze sousedství.

### Manželství a rodinný život
Enid Blytonová se 28. srpna 1924 v Bromley vdala za majora Hugha Alexandera Pollocka, DSO (1888–1971), otce dvou dětí a redaktora vydavatelské firmy George Newnes. Právě Pollock Blytonovou ještě před svatbou požádal o napsání dětské knihy o zvířatech The Zoo Book, a stal se jejím redaktorem. Několik let po svatbě se spolu nastěhovali do usedlosti Old Thatch, která figuruje v jedné z prvních knižních sérií Enid Blytonové, tzv. Old Thatch Series (česky nevyšlo).
První dcera jménem Gillian se Blytonové narodila 15. července 1931. Tou dobou už Enid několik let publikovala v časopisech, ale na výraznější spisovatelský úspěch musela teprve počkat. V roce 1934 potratila. Znovu ovšem otěhotněla a její druhá dcera, Imogen, se narodila 27. října 1935.
V polovině třicátých let se rodinný život Blytonové začal pomalu hroutit. Její manžel, veterán první světové války, začal pít (zřejmě kvůli válečným traumatům, která se v něm probudila během redaktorské práce na Churchillově knize The World Crisis). Po začátku druhé světové války navázal vztah se svou sekretářkou z domobrany Home Guard, o 19 let mladší spisovatelkou Idou Crowe, čímž se situace v manželství ještě zhoršila. Ida Crowe později ve své autobiografii napsala, že Blytonová v té době také měla několik mimomanželských vztahů, včetně lesbického s chůvou svých dětí. V roce 1941 Blytonová navázala vážný poměr s londýnským chirurgem Kennethem Fraserem Darrell Watersem. Když se o tom dověděl její manžel Hugh Pollock, vyhrožoval jí zveřejněním této nevěry. Blytonová, obávajíc se o svou pověst, pak sama požádala o rozvod, v němž získala do výhradní péče obě dcery. Kromě toho také využila svého vlivu v literárních kruzích, aby bývalému manželovi zabránila získat další práci v knižním průmyslu, následkem čehož musel Pollock o několik let později vyhlásit osobní bankrot.
Enid Blytonová si potom 20. října 1943 svého milence, chirurga Darrella Waterse, ve Westminsteru vzala a nechala své dcery přejmenovat na Darrell Watersovy. V dalších letech se kromě psaní stala poslušnou a spokojenou manželkou. V roce 1945 čekala Darrell Watersova prvního syna, po pádu ze žebříku ovšem znovu potratila.
Mezi její koníčky v tomto období života patřil tenis, který ráda hrála nahá – naturismus byl na vzestupu a nahý tenis byl mezi střední třídou populární kratochvílí.

### Úmrtí
Na konci 50. let se Blytonové začalo horšit zdraví, v roce 1960 začala vykazovat známky přicházející demence a postupně se u ní rozvinula Alzheimerova choroba. Zdraví se v té době podlomilo i jejímu muži, takže ji nemohl příliš podporovat, neboť trpěl silnou artritidou krku a kyčlí, hluchotou a záchvaty vzteku. Zemřel v září 1967, Enid Blytonová ho následovala o rok a dva měsíce později. Zemřela 28. listopadu 1968 v domově důchodců Greenways Nursing Home v londýnském Hampsteadu ve věku 71 let.

## Literární činnost

### Začátek kariéry
Zatímco první básnické pokusy Enid Blytonové, jež měl publikovat ve svém časopise spisovatel Arthur Mee v roce 1911, nejsou dohledatelné, její další dílo, čítající na 762 knih, se 20. stoletím vine od 20. let v obrovských nákladech až do její smrti v roce 1968. Její první zaznamenanou publikací se ale už v roce 1917 stala báseň, která vyšla v časopisu Nash's Magazine, následovaná dvěma dalšími básněmi tamtéž. V roce 1921 napsala několik povídek pro periodika jako Saturday Westminster Review, The Londoner, Home Weekly nebo The Bystander.
O rok později, v roce 1922, vydala Enid Blytonová svou první knihu, kterou byla kratičká sbírka 28 básní nazvaná Child Whispers ("Dětský šepot"; česky nevyšlo). Sbírka byla ilustrovaná Enidinou bývalou spolužačkou a pozdější častou spolupracovnicí Phyllis Chaseovou. Ještě téhož roku pak Blytonová začala psát pro periodika vydavatelství Cassell & Co a George Newnes Ltd., v oborovém časopisu Teacher's World, zaměřeném na učitelství, učitele a jejich žáky, jí vyšla povídka Peronel and His Pot of Glue ("Peronel a jeho hrnec lepidla"; česky nevyšlo). V roce 1923 se jí podařilo upoutat pozornost veřejnosti, když její básně vyšly ve speciální čísle Teacher's World společně s díly Rudyarda Kiplinga, Waltera de la Mare a G. K. Chestertona. Její další publikací toho roku byla sbírka 33 nových básní Real Fairies ("Opravdové víly"; česky nevyšlo), z nichž jedna, nazvaná Pretending ("Předstírání"), vyšla již dříve v humoristickém magazínu Punch. V následujícím roce pokračovala ilustrovanou The Enid Blyton Book of Fairies ("Kniha víl Enid Blytonové", česky nevyšlo) a v roce 1926 Book of Brownies ("Kniha skřítků"; česky nevyšlo). V roce 1927 napsala a vydala několik souborů divadelních kusů, například A Book of Little Plays ("Kniha krátkých her"; česky nevyšlo).
Na začátku 30. let se Blytonová tematicky zaměřila na mýty a folklorní příběhy: v roce 1930 vznikly mj. The Knights of the Round Table, Tales of Ancient Greece, Tales of Robin Hood ("Rytíři Kulatého stolu", "Příběhy starého Řecka", "Příběhy Robina Hooda"; česky nevyšlo). Další takto tematicky orientovaná dílka následovala v roce 1934.
Enid Blytonová se ovšem i nadále věnovala tématu učitelství, kde získala jistý vliv, a to zejména s publikacemi The Teacher's Treasury (1926), Modern Teaching (1928), Pictorial Knowledge (1930) a Modern Teaching in the Infant School (1932; "Učitelova pokladnice", "Moderní výuka", "Obrázkové učení", "Moderní výuka v mateřské škole"; česky nevyšlo).

### Komerční úspěchy

#### Knižní seriály: 1934–1948
V roce 1934 Blytonová začala knihou The Talking Teapot and Other Tales ("Mluvící čajník a další příběhy"; česky nevyšlo) svou sérii Old Thatch, která se měla v budoucnu rozrůst až na 28 dílek. Další úspěšnou sérií, jejíž první kniha se objevila toho roku, byly příběhy Kmotra Králíka v díle Brer Rabbit Retold ("Převyprávěné příběhy Kmotra Králíka"; česky nevyšlo), založené na afroamerické ústní lidové slovesnosti, kterou do hledáčku veřejnosti poprvé dostal americký novinář Joel Chandler Harris ve svých knihách Uncle Remus: His Songs and Sayings (1880), Nights with Uncle Remus (1883) a d. (česky např. Rozprávky strýčka Rémuse, Albatros: 1972).
Roku 1937 Blytonové vyšla první delší kniha, Adventures of The Wishing Chair ("Dobrodružství s Křeslem přání"; česky nevyšlo), následovaná o dva roky později prvním svazkem série o Kouzelném stromu: The Enchanted Wood ("Vzhůru na Kouzelný strom"; Albatros: 2003). Tato série je inspirovaná germánskou mytologií, která Blytonovou odmalička fascinovala, a stejně jako Adventures of The Wishing Chair vyprávěla příběhy dětí přenesených do kouzelných světů plných skřítků, víl, trpaslíků a dalších kouzelných bytostí.
Prvním delším dobrodružným románem Enid Blytonové se roku 1938 stalo dílo The Secret Island ("Dobrodružství na ostrově"; Albatros: 2004), kterou dobová recenze popisuje jako "robinsonádu odehrávající se na ostrově v jednom z anglických jezer". Tato kniha se dočkala několika pokračování, která také vyšla v Albatrosu. Další romány následovaly o rok později: první díl Cirkusové trilogie Mr. Galliano's Circus ("Cirkus pana Galliana"; česky nevyšlo) a začátek série o panence Amélii – Naughty Amelia Jane ("Zlobivá Amélie"; Albatros: 2005). Románová Amélie má údajně předobraz ve skutečné panence, kterou Enid vlastnoručně vyrobila své dceři Gillian ke třetím narozeninám.
Ve 40. letech se z Blytonové stala velice plodná autorka, neboť svou tvorbu dokázala prodat s použitím marketingových strategií, kterými výrazně předběhla dobu – ze svého jména například vytvořila silnou značku. Tou dobou zkoušela svůj um také psaním pod pseudonymem Mary Pollock, vytvořeném z jejího druhého jména a manželova příjmení, ale zatímco tisk Pollockovou považoval za hrozbu pro popularitu Blytonové, čtenářstvo se ošálit nenechalo a společné rysy obou autorek prohlédlo. Tento experiment s pseudonymem byl pak veřejností odsouzen jako jakýsi podvod na čtenářích i vydavateli, takže nakonec všech šest knih vydaných původně pod jménem Mary Pollock vyšlo v nové edici pod autorčiným skutečným jménem Enid Blyton. Novým tématem v její tvorbě se tehdy staly internáty. Sérii Naughtiest Girl odstartovala knihou The Naughtiest Girl in School ("Nejprotivnější holka ze školy"; Egmont: 1999), zatímco sérii St. Claire's, která v češtině vyšla dokonce dvakrát, zahájil příběh The Twins at St. Clare's ("Podařená dvojčata" / "Příjezd"; Egmont: 1993 / 1997).
V roce 1942 Blytonová publikuje kromě jiných děl také první z knih o Správné pětce, které jsou českým a slovenským čtenářům zásluhou Egmontu dostupné už od roku 1992. Série dosáhla značné popularity, a jako první část díla Blytonové, která se k nám po Sametové revoluci dostala, se dočkala úspěchu také v tuzemsku, o čemž svědčí mj. to, že bylo přeloženo všech 21 svazků série. Za čtenářskou oblibou stojí podle dobové recenze také to, že detektivní příběhy Dicka, Anny, Juliána, Georginy a jejího psa Tima odhalovaly nejrůznější, i vážné zločiny, ale zůstávaly v rovině dětských dobrodružných knih, nestávaly se z nich thrillery. Zajímavá je také postava Georginy, která se chová a obléká spíše jako chlapec (v angličtině se používá výraz tomboy) a nechává si říkat chlapeckým jménem George a která je podle slov autorky jejím vlastním obrazem.
Za zmínku stojí z tohoto období také několik děl zaobírajících se biblickými příběhy, které však nebyly přeloženy do češtiny. Spadá sem The Land of Far-Beyond ("Země vzdálená"; 1942), dětská alegorie poutě za spasením podle Bunyanova spirituálního díla The Pilgrim's Progress (česky poprvé jako "Cesta křesťana do blahoslavené věčnosti"; Somrowská ympresse: 1815). Dalším takovým dílem je The Children's Life of Christ z roku 1943 ("Život Ježíše pro děti"), popisující v 59 povídkách Kristův život od narození až po ukřižování a vzkříšení. V roce 1944 přibyly Tales from the Bible ("Příběhy z Bible"), následované roku 1948 dílem The Boy with the Loaves and Fishes ("Chlapec s chleby a rybami").
Nejen se Správnou pětkou se v tomto období Enid Blytonové obracela často také k moři, příkladem může být třeba obrázkový sešit John Jolly by the Sea ("Šťastný Janek od moře"; česky nevyšlo), určený menším dětem, ale také The Island of Adventure ("Tajemný ostrov"; Albatros: 2010), první kniha ze série Tajemná místa.
Českým čtenářům známá je také série Tajemství, jejíž první kniha The Mystery of the Burnt Cottage ("Tajemství spálené chaty; Albatros: 2009) vyšla v roce 1943.
Koncem 40. let Blytonová pokračovala v psaní svých úspěšných sérií z předchozích let, ale začala i sérii novou, která byl nesmírně populární, zejména mezi děvčaty. Tato série, nazvaná Malory Towers podle cornwallské školy, v níž se odehrává, však nebyla přeložena do češtiny, přitom dobové recenze ji chválily jako vtipnou a jazykově propracovanější než jiná autorčina díla.

#### Vrchol tvorby: 1949–1959
V roce 1949 již Enid Blytonová byla zavedenou spisovatelkou pro děti, která vydávala jednu knihu za druhou. Tehdy tak světlo světa spatřila The Rockingdown Mystery ("Záhada Pavoučího domu"; Albatros: 2007), kterou začala známá série Barney Mysteries, ale také neméně úspěšné příběhy Tajné sedmy, a to stejnojmenným románem. Tajná sedma byla Blytonovou později upravena pro týdeník Mickey Mouse Weekly, kde od roku 1951 vycházela jako komiks kreslený Georgem Brookem, který ilustroval také řadu autorčiných knih.
V listopadu 1949 pak Blytonová přišla s novou senzací, postavičkou Noddyho z Říše hraček. Původní nápad pocházel z hlav vydavatelů Blytonové, kteří jí domluvili schůzku s nizozemským ilustrátorem Harmsenem van der Beekem, který hned na tuto první schůzku přinesl několik črt Říše hraček a jejích obyvatel, což bylo vše, co Enid Blytonová potřebovala. Už čtyři dny po setkání posílala prostřednictvím vydavatelské společnosti van der Beekovi strojopisy prvních dvou knih s Noddym jako hlavním hrdinou. Noddy byl v 50. letech nevídaným hitem a dodnes patří k nejznámějším plodům bohaté autorčiny spisovatelské kariéry. Noddy se dočkal i zpracování v knize stripů a dalších spin-off sérií. Přesto však nebyla žádná z více než 20 knih s veselou loutkou v modré čepici přeložena do češtiny a české děti se s ní mohly setkat teprve díky animovanému seriálu.
V roce 1950 založila Blytonová společnost Darrell Waters Ltd, aby spravovala její závratnou rychlostí narůstající portfólio. V roce 1955 měla na kontě již 14 knih o Správné pětce, 8 knih o Tajemných místech, 7 románů Tajné sedmy, 6 příběhů z Malory Towers a desítky dalších svazků. V průběhu 50. let držela vysoké tempo produkce knih, kterých dokázala napsat i 50 ročně. Vrátila se k několika starším hrdinům (např. teriér Scamp v Scamp Goes on Holiday, "Scampovy prázdniny"; 1952), představila několik nových (např. bubeníček Bom v komiksovém periodiku TV Comic, kde se od roku 1956 začal objevovat po boku Noddyho) a pokračovala v psaní úspěšných sérií i básní.

#### Poslední díla
Blytonová a její dílo si svou popularitu udržely i v 60. letech, zejména Správná pětka a Noddy, jehož knih se do roku 1962 prodalo přes 26 milionů kusů. V roce 1963 napsala poslední díly několika svých mnohadílných sérií, např. Five Are Together Again ("Pětka a zloději"; Egmont: 1997, 2000) nebo Fun for the Secret Seven ("Zachraňte Bleska"; Egmont: 2001). Napsala také další 3 knihy s Kmotrem Králíkem a řada jejích knížek vyšla v brožovaném vydání, což je zpřístupnilo ještě většímu množství dětských čtenářů.
Po roce 1963 se produkce Blytonové víceméně omezila na povídky a knížky pro nejmladší čtenáře, jako třeba Learn to Count with Noddy ("Učíme se počítat s Noddym"; 1965). Mezi předpokládané důvody tohoto poklesu v počtu vydávaných děl patří horšící se zdraví a fakt, že mezi starším čtenářstvem se přestávala těšit oblibě. V roce 1965 vydala ještě Mixed Bag, do češtiny nepřeloženou knihu písniček, k nimž složil hudbu její synovec Carey, a dvě poslední delší knihy, taktéž nepřeložené do češtiny, The Man Who Stopped to Help a The Boy Who Came Back ("Muž, který zastavil a pomohl" a "Chlapec, který se vrátil").

#### Odkaz
Dílo Enid Blytonové, čítající na 762 knih, bylo přeloženo do 90 jazyků a i nadále se po celém světě těší oblibě čtenářů v původní cílové skupině. Je čtvrtou nejpřekládanější spisovatelkou všech dob, předstihuje ji pouze William Shakespeare, Agatha Christie a Jules Verne. Na její romány a povídky navázalo po její smrti několik autorů, mezi jinými její vnučka Sophie Smallwood knihou Noddy and the Farmyard Muddle ("Noddy a nepořádek na statku"; 2009), která vyšla při příležitosti 60. výročí od představení slavné loutkové postavy.
Mezi lety 1982 a 2011 spravoval její dědictví charitativní fond The Enid Blyton Trust for Children, zpočátku vedený její mladší dcerou Imogen, která tak chtěla uctít bohatou charitativní činnost, kterou její matka za života vykonávala a podporovala.
Dodnes existuje fanklub The Enid Blyton Society, založený roku 1995, který pořádá každoroční jarní Den Enid Blytonové.

### Časopisecká a novinová tvorba
V době svého úmrtí měla Enid Blytonová na kontě také bohaté působení v periodickém tisku. Od roku 1926 byla šéfredaktorkou časopisu Sunny Stories, který se soustředil na převypravování mýtů, legend, bajek a dalších příběhů pro dětské čtenáře. V témže roce se stala sloupkařkou oborového časopisu Teacher's World, kam pravidelně přispívala pod titulem From my Window ("Z mého okna"). V Teacher's World měla od roku 1929 celou vlastní stránkovou rubriku, do níž psala dopisy od svého psa Bobse. Ty se staly tak oblíbenými, že když je Blytonová roku 1933 vydala knižně, prodalo se jich 10 000 hned v prvním týdnu od uvedení na trh. Další oblíbenou rubrikou, jejíž autorkou byla, se stala Round the Year with Enid Blyton ("Jak jde rok s Enid Blytonovou"), jejíchž 48 dílů popisovalo život v přírodě, například počasí, vodní tvory, zahradničení ve školách nebo třeba návody, jako "jak postavit budku pro ptáčky". V roce 1935 také každý měsíc přispívala články do magazínu The Nature Lover ("Milovník přírody").
V roce 1937 se Sunny Stories přejmenoval na Enid Blyton's Sunny Stories. Od té doby pak sloužil jako médium pro seriálová vydání jejích příběhů, například těch o zlobivé panence Amélii. Blytonová do časopisu přispívala až do roku 1952 – o rok později zanikl, krátce před prvním vydáním čtrnáctideníku Enid Blyton Magazine, který psala celý sama až do roku 1959.

### České překlady
Knihy Enid Blytonové vycházely v češtině v nakladatelství Egmont ČSFR (později Egmont/Egmont ČR; 1992–2002) a od roku 1995 také v Albatrosu.

#### Amélie
Příběhy pro větší děti vypráví o hadrové paně jménem Amélie, která dělá jenom naschvály ostatním panenkám.
Díly:
1. Zlobivá Amélie!
2. Amélie zase zlobí!
3. To ti patří, Amélie!
4. Amélie divočí!
5. Amélie, to je dobrý nápad!

#### Dobrodružství
Řadu záhad řeší tentokrát sourozenci Robin, Nora a Peggy spolu s jejich kamarádem Jackem.
Díly:
1. Dobrodružství na ostrově
2. Dobrodružství na útesech
3. Dobrodružství u Tajné hory
4. Dobrodružství u Killimooinu
5. Dobrodružství na Měsíčním hradu

#### Dvojčata / Holky z internátu
Příběhy pro dívky vypráví o dvojčatech Patricii a Isabele a jejich zážitcích z internátní školy St. Clare, na kterou chodila sama Blytonová. Série vyšla v češtině dvakrát s různými názvy.
Díly (Dvojčata):
1. Podařená dvojčata
2. Dvojčata Pat a Isabela
3. Dvojčata zpátky ve škole
4. Dvojčata ve 2. ročníku
5. Dvojčata a Claudie
6. Dvojčata v pátém ročníku

Díly (Holky z internátu):
1. Příjezd
2. Večírek
3. Únos
4. Překvapení
5. Narozeniny
6. Zlodějka

#### Kamarádky
Další série příběhů pro dívky popisuje dobrodružství rozmazleného jedináčka Elizabeth, kterou rodiče poslali do internátní školy.
Díly:
1. Nejprotivnější holka ze školy
2. Opět ve škole
3. Nejprotivnější holka je vedoucí
4. Elizabeth drží slovo
5. Nejprotivnější holka na táboře
6. Elizabeth zachraňuje situaci
7. Výborně, Elizabeth
8. Nejprotivnější holka chce vyhrát
9. Elizabeth má trable s kluky

#### Kouzelný strom
Hlavními hrdiny těchto pohádkových příběhů jsou sourozenci Tom, Eva a Tereza, kteří se přestěhují na venkov a objeví zde Začarovaný les s Kouzelným stromem a jeho podivuhodnými obyvateli.
Díly:
1. Vzhůru na Kouzelný strom
2. Příběhy Kouzelného stromu
3. Lidičky z kouzelného stromu

#### Správná pětka
Tato série dětských detektivek patří mezi vůbec nejznámější z celé tvorby Enid Blytonové. Hlavními hrdiny jsou tentokrát Georgina (George), Julián, Dick, Anna a Georgin pes Timothy (Tim)
Díly:
1. Správná pětka na ostrově pokladů
2. Správná pětka opět v akci
3. Správná pětka na útěku
4. Správná pětka na Pašeráckém vršku
5. Správná pětka a prázdniny v maringotce
6. Správná pětka znovu na ostrově
7. Správná pětka jede tábořit
8. Správná pětka už v tom zase lítá
9. Správná pětka na vandru
10. Správná pětka se má báječně
11. Správná pětka v sovím doupěti
12. Správná pětka u moře
13. Správná pětka na Tajemných blatech
14. Správná pětka a únosci
15. Pětka na stopě
16. Pětka na záhadném vrchu
17. Pětka v pasti
18. Pětka na Finnistonské farmě
19. Pětka na Ďáblových skalách
20. Pětka a tajemství Šeptajícího ostrova
21. Pětka a zloději

#### Tajemná místa
I tato série vypráví o záhadných událostech, jejich řešeních a dalších objevech, hlavními hrdiny jsou děti Filip, Lucka, Dina a Jack a jeho papoušek Kiki. Série má celkem 8 dílů.
Díly:
1. Tajemný ostrov
2. Tajemný hrad
3. Tajemné údolí
4. Tajemné moře
5. Tajemná hora
6. Tajemná loď
7. Tajemný cirkus
8. Tajemná řeka

#### Tajemství
V těchto dětských detektivních příbězích se pětice malých pátračů – Larry, Daisy, Pip, Bětka, Špekoun a jeho pes Brok pokoušejí vyřešit všechny záhady, které se v jejich okolí vyskytnou dříve než strážník města Goon…
Díly:
1. Tajemství spálené chaty
2. Tajemství ztracené kočky
3. Tajemství tajného pokoje
4. Tajemství anonymních dopisů
5. Tajemství ztraceného náhrdelníku
6. Tajemství opuštěného domu
7. Tajemství kocouřího muže
8. Tajemství neviditelného lupiče
9. Tajemství zmizelého prince
10. Tajemství záhadného balíčku
11. Tajemství ukradených peněz
12. Tajemství lišákova doupěte
13. Tajemství pohřešovaného muže
14. Tajemství podivných vzkazů
15. Tajemství strašidelné věže

#### Tajná sedma
Detektivní série proslulá podobně jako série Správná pětka. Skupinu pátračů tvoří tentokrát Petr, jeho sestra Žaneta a jejich kamarádi Pamela, Colin, Honza, Barbara a Jirka.
Díly:
1. Tajná sedma Noční výprava
2. Tajná sedma Záhada ukradeného náhrdelníku
3. Tajná sedma Lesní hnízdo
4. Tajná sedma Zločin na železnici
5. Tajná sedma Případ zmizelých psů
6. Sedma a tajemný pan Q
7. Záhada opuštěné jeskyně
8. Tajuplný dům
9. Falešné stopy
10. Housle pro Bennyho
11. Noc ohňů
12. Tajemství starého hradu
13. Kam zmizel Čert?
14. Záhada ukradených medailí
15. Zachraňte Bleska

#### Záhady
Hlavními postavami jsou sourozenci Roger a Diana, jejich bratranec Pajda se svým psem Ťulpou a kamarád Barny s opičkou Mirandou.
Díly:
1. Záhada pavoučího domu
2. Záhada zelené rukavice
3. Záhada tajemného zámečku
4. Záhada tajného přístavu
5. Záhada starého klepadla
6. Záhada tajného dopisu

#### Hádanky
Hlavními hrdiny jsou této dobrodružné detektivní série pro děti kolem 9 let jsou sourozenci Nick a Katie, jejich kamarádka Laura a pes Russet.
Díly:
1. Hádanka prázdninového domu
2. Hádanka, která vůbec nebyla
3. Hádanka Rádžova rubínu
4. Hádanka Dutého stromu
5. Hádanka ukrytého pokladu
6. Hádanka chlapce ze sousedství

### Divadelní, televizní a filmové adaptace
V roce 1954 připravila Blytonová hudební frašku pro děti "Noddy v Říši hraček", která se o Vánocích hrála v 2660sedadlovém divadle Stoll Theatre v Londýně. Představení mělo takový úspěch, že se pak hrálo o Vánocích ještě dalších 5 let. Autorka byla z reakcí dětí v publiku tak nadšená, že představení sama navštěvovala třikrát až čtyřikrát týdně.
Noddy se také mnohokrát objevil v televizi. Poprvé již v letech 1955–1963, na což navázala další série příběhů mezi lety 1963 a 1975. Další série běžela v letech 1975–1982. V 90. letech vyprodukovala několik sérií Noddyho dobrodružství také BBC (1992–1999), jejichž animace využila také kanadsko-americká verze z let 1998–2000. Právě tyto dva seriály jsou známé divákům České televize, která Noddyho uváděla například v pořadu Kouzelná školka. Další pořady s Noddym, z nichž některé se také objevily v ČT, následovaly 2002–2008, 2005 a 2009–2014. V současné době již od roku 2016 běží ve světových televizích pořad Noddy, Toyland Detective.
V roce 1955 se hrálo divadelní představení podle Správné pětky a v roce 1997 podle ní divadlo King's Head Theatre napsalo muzikál, se kterým půl roku objíždělo Spojené království. Divadelní adaptace se v roce 1998 dočkala díky cardiffskému Sherman Theatre i Tajná sedma.
Správná pětka se dostala také do televize (1957, 1964, 1978–79, 1995–97) a na stříbrné plátno (jako "Slavná pětka"; 2012, 2013 a 2018). Slavné příběhy Enid Blytonové od 80. let již třikrát zparodovala britská komediální skupina The Comic Strip.
Série o Kouzelném stromu se dočkala seriálového zpracování v roce 1997 zásluhou BBC, a to pod jménem The Enchanted Lands ("Kouzelná země"; v Česku neuvedeno). Od roku 2014 se pod vedením vydavatelství Hachette připravuje hraný film na motivy druhého dílu knižní série.
Filmového zpracování se dostalo i životnímu příběhu samotné Enid Blytonové, a to v roce 2009 v BBC. Hlavní roli ztvárnila anglická herečka Helena Bonham Carter.